# Графік Кілінга

Графік Кілінга: концентрації атмосферного CO^{2}, на основі спостережень в обсерваторії Мауна-Лоа (Mauna Loa Observatory), Гаваї

Графік Кілінга описує зміни концентрації атмосферного вуглекислого газу з 1958 року. Названий по імені Чарльза Кілінга (Charles David Keeling), під керівництвом якого було розпочато безперервні виміри в обсерваторії на горі Мауна-Лоа (Гаваї). Ці спостереження стали першим науковим підтвердженням антропогенного вкладу в сучасну зміну клімату.
Виміри, зібрані в обсерваторії на Мауна-Лоа, показують стійке зростання середньої концентрації атмосферного CO2 з 315 ppmv (0,0315%) в 1958 році до 403,94 ppmv (0,040394%) в травні 2015 року.

## Загальні відомості

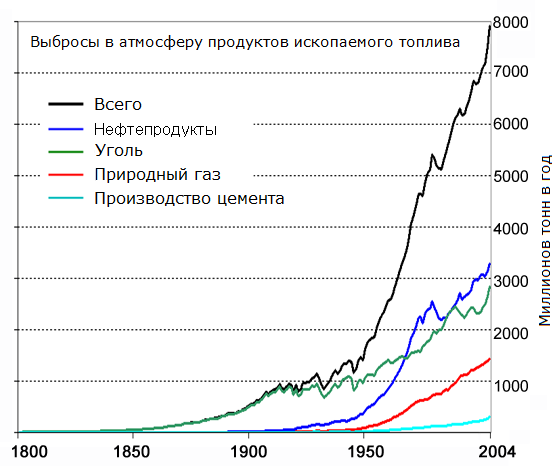
Виділення вуглецю в атмосферу в результаті діяльності людини з 1800 року по 2007 в млрд тонн. Окрім спалювання викопних видів палива, окремо вказано емісіюя в результаті виробництва цементу. Загальна кількість CO_{2}, що виділяється, у кінці 2000-х складало ≈3,2×10^{13} кг газу на рік.

Робота Кілінга в обсерваторії Мауна-Лоа (Mauna Loa Observatory) по вивченню двоокису вуглецю стала першим доказом швидкого збільшення концентрації цього газу в атмосфері. Зараз вважається, що саме Чарльз Девід Кілінг (Charles David Keeling) став першою людиною, яка звернула широку громадську увагу у світі до того впливу, який завдає господарська активність людства на атмосферу Землі і її клімат. В період його роботи в Інституті Океанографії ім. Скріппса (Scripps Institution of Oceanography) (Каліфорнійський університет) з 1958 року, він став першим, хто почав здійснювати регулярні часті виміри концентрації атмосферного CO2 на Південному полюсі і на Гаваях..
До досліджень Кілінга вважалося, що добові зміни концентрації атмосферного CO2 схильні до постійних варіацій. Кілінг провів дослідження в Біг-Сюре біля міста Монтерей, в дощових лісах півострова Олімпік, у високогірних лісах Аризони і було встановлено, що концентрація CO2 має певний добовий хід і практично незмінне значення опівдні, рівне 310 ppm (0,031 Вимірявши співвідношення двох ізотопів вуглецю, він дійшов висновку, що добова зміна концентрації зумовлена поглинанням CO2 рослинами, а постійне значення біля полудня відповідає її дійсному значенню в незабрудненій атмосфері. До 1960 року, Кілінг і його група вже мала досить тривалий ряд спостережень, який дозволяв судити також про сезонні і річні зміни, причому останні мали помітний тренд, який приблизно відповідав кількості викопного палива, спалюваного у світі за рік. У статті, яка зробила його знаменитим, ним було написано: «… на Південному полюсі спостережувана швидкість зростання приблизно відповідає очікуваному від спалювання викопного палива».
«Графік Кілінга» також демонструє циклічні зміни амплітудою 5 ppmv і періодом в один рік, що відповідає сезонному споживанню вуглекислого газу рослинністю континентів Північної півкулі в вегетаційний період. На початок 2010-х, близько 57% продукованого людством вуглекислого газу видалялася з атмосфери рослинами і океанами. Разом з антропогенною емісією вуглецю в атмосферу, істотний вклад в річне збільшення концентрації CO2 можуть вносити такі стихійні лиха, як великі лісові і торф'яні пожежі, великі вулканічні виверження в субдукційних зонах планети.

### Зміни концентрації CO2у голоцені

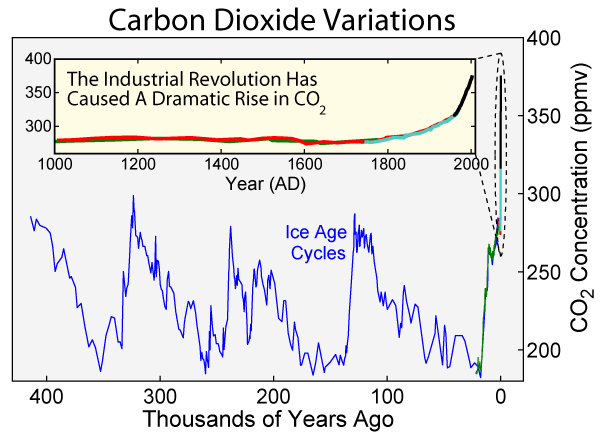
Зміни концентрації CO_{2} за останні 400 000 років. Сучасне значення вказане в правому верхньому кутку графіку.

Сучасне збільшення кількості CO2 в атмосфері, як вважається, зумовлено спалюванням викопних палив і посилюється останніми роками. Оскільки вуглекислий газ є парниковим газом, таке зростання концентрації є однією з причин сучасного глобального потепління. Виміри концентрації двоокису вуглецю на триваліших інтервалах часу, які базуються на древніх бульбашках повітря, поміщених в полярних крижаних кернах, показують, що атмосферний CO2 був представлений в кількості від 275 до 285 ppmv впродовж усієї епохи голоцену тривалістю 10 тис. років, але його концентрація початку рости в XIX столітті. Проте, аналіз приймочкової частоти листя дерев показує, що, можливо, концентрація досягала 320 ppmv в Середньовічний теплий період (Medieval Warm Period) (800÷1300 рр.) і 350 ppmv на початку голоцену.

## Виміри на Мауна-Лоа
Через скорочення фінансування в середині 60-х, Кілінг був вимушений припинити безперервні спостереження на Південному полюсі, але зміг зібрати досить грошей для продовження спостережень на Мауна-Лоа, які здійснюються досі.
Попри те, що Мауна-Лоа не є активним вулканом, Кілінг і його співробітники робили виміри при океанському бризі і над інверсійним шаром з метою мінімізувати місцеве забруднення повітря від вулканічної активності. Окрім цього, додатково проводилася нормалізація даних (Normalization (statistics)). Виміри в інших місцях підтверджують спостережуваний тренд, але при цьому усі інші ряди спостережень коротші за часом.
Спостереження атмосферного вуглекислого газу на Мауна-Лоа здійснюються за допомогою інфрачервоного спектрометра (капнографа), винайденого в 1864 році Джоном Тіндалем і званого недиспергуючим інфрачервоним аналізатором (Nondispersive infrared sensor).

## Сучасні спостереження концентрації CO2у атмосфері
Після смерті Чарльза Кілінга в 2005 році, керівником проекту став його син, Ральф Кілінг, який є професором в Інституті Скриппса. Зараз, частково завдяки значущості відкриттів Чарльза Кілінга, регулярні спостереження рівня концентрації атмосферного CO2 здійснюються на більш ніж ста ділянках по всьому світу.

## Ресурси Інтернету
- (англ.) Climate Change Is Clear Atop Mauna Loa, NPR, Day to Day, May 1, 2007 [Архівовано 8 лютого 2011 у Wayback Machine.]
- (англ.) Scripps Institution of Oceanography CO2-Program: Home of the Keeling Curve [Архівовано 24 вересня 2019 у Wayback Machine.]
- (англ.) Earthguide educational resource
- (англ.) The Keeling Curve Turns 50 — Scripps Institution of Oceanography